# Tele-Dialog

In den ersten Sendungen von Wetten, dass..? konnten 1.000 ausgewählte Fernsehzuschauer telefonisch einen Tipp auf den Ausgang der Wetten abgeben. „TED“ präsentierte innerhalb weniger Minuten live in der Sendung das Tippergebnis (hier: TED, 1982).

„Telefon-TED“ als Balkendiagramm zur Auswahl der drei Titel in der ZDF-Hitparade, die in der nächsten Sendung noch einmal gespielt werden (April 1982)

Tele-Dialog (abgekürzt TED) war ein von Manfred Denninger entwickeltes Televoting-Verfahren (mit dem Telefon als Rückkanal) und basiert auf Ideen von Oskar Vierling, welches besonders in Fernsehsendungen für nicht repräsentative Umfragen oder Abstimmungen eingesetzt wurde. Bei einem Anruf wurde ein Impuls auf einer Datenleitung ausgelöst, der gleichzeitig auf maximal acht verschiedenen Telefonnummern funktionierte. Man konnte also aus maximal acht Ereignissen wählen lassen. Beim ZDF war zu dieser Zeit ein Mikroprozessorsystem entwickelt worden, das es ermöglichte, die acht Leitungen auf Impulse hin zu überwachen und sie vom Rechner aufarbeiten zu lassen. Es ermöglichte im Vergleich mit der vorher üblichen Zuschauerpost eine viel direktere Form des interaktiven Fernsehens. Ein Anruf zur Abstimmung kostete eine Gebühreneinheit (23 Pfennige vom Hausapparat bzw. 20 Pfennige von der Telefonzelle). Die per Telefon ermittelten Ergebnisse konnten ohne Zeitverzug noch während der Sendung in grafischer Form präsentiert werden.

## Geschichte
Das Tele-Dialog-System wurde 1979 auf der IFA von Horst Schättle offiziell vorgestellt. In der Livesendung Schauplatz Berlin gaben in einem wissenschaftlichen Panel zusammengestellte Zuschauer erstmals ihre TED-Stimme ab. Eine der ersten TED-Umfragen lautete: „Wird Hertha BSC in diesem Jahr Deutscher Fußballmeister?“ (Am Ende der Saison stieg Hertha aus der Bundesliga ab). Eine weitere Teledialog-Frage war: „Sind Sie für die Einführung eines fernsehfreien Tages?“ Eine Mehrheit sprach sich damals dafür aus.
Das System kam als Blockgrafik mit Ja/Nein-Abstimmung 1981 in der Sendung Wetten, dass..? und als einfache Balkengrafik für sechs abstimmbare Musiktitel ab 1982 in der ZDF-Hitparade im Regelbetrieb zum Einsatz. Die Zahl der Anrufer, die abstimmen konnten, war allerdings aufgrund der Leistungsfähigkeit des damaligen Telefonnetzes noch sehr begrenzt. Nach ihrer Abstimmung per Telefon hörten Anrufer die automatische Ansage „Ihr Anruf ist gezählt, bitte auflegen“.
In anderen Ländern wurden Jahre später ähnliche Systeme nach dem Vorbild des TED unter dem Namen TeleVote eingeführt. 1997 wurde der TED durch ein moderneres, leistungsfähigeres Verfahren namens T-Vote-Call (ein Massenanruf-Service über die Rufnummernvorwahl 0137) abgelöst, das eine wesentlich höhere Zahl von Anrufern gleichzeitig verarbeiten kann: bis zu 100.000 Anrufe pro Minute. Anrufe zu einer 0137-Nummer unterliegen nicht dem normalen Tarif für Orts- oder Ferngespräche, in der Regel sind sie erheblich teurer. Der Kurzname TED hat sich umgangssprachlich für das neue Verfahren erhalten und war durch die Deutsche Telekom AG als Wortmarke bis Februar 2019 geschützt.
Vor dem TED gab es bereits andere TV-Voting-Verfahren. Beim sog. Lichttest wurden Zuschauer gebeten, Elektrogeräte einzuschalten. Mitarbeiter der Elektrizitätswerke überwachten dann den Anstieg des Stromverbrauches.